# Houlton (Maine)
Pour les articles homonymes, voir Houlton.
La ville de Houlton est le siège du comté d'Aroostook, situé dans le Maine, aux États-Unis. Elle constitue le principal centre commercial et de transport du sud du comté.
La ville est reconnue par le gouvernement fédéral des États-Unis comme la ville siège du peuple amérindien des Wolastoqiyik (appelés aussi Malécites). Ils seraient environ un millier de membres sur les 6 123 habitants de la ville.

## Géographie

### Géolocalisation
| Hammond (Maine)      | Littleton (Maine) |                                     |
| Ludlow (Maine)       | Houlton           | Richmond Corner                     |
| New Limerick (Maine) | Hodgdon (Maine)   | McKenzie Corner (Nouveau-Brunswick) |

Houlton se situe à l’est du comté d'Aroostook, près de la frontière canadienne, et se trouve bordé à l'est par la province de Nouveau-Brunswick.

### Superficie
La ville a une superficie totale de 36,73 milles carrés (95,13 kilomètres carrés), dont 36,71 milles carrés (95,08 kilomètres carrés) sont des terres et 0,02 mille carré (0,05 kilomètre carré) de l’eau.

### Hydrographie et environnement
Houlton se situe sur le bassin versant de la rivière Meduxnekeag, un sous-bassin du fleuve Saint-Jean. La rivière traverse la localité depuis l'ouest et ses limites avec New Limerick vers le nord et ses limites avec Littleton. Elle parcourt des terres agricoles fertiles, un espace boisé, le centre-ville de Houlton et un petit centre urbain situé à Carys Mills. La ville est par ailleurs arrosée par deux affluents de la Meduxnekeag, B. Stream au sud/sud-est et Pearce Brook depuis ses limites avec Hodgdon ainsi que par un affluent de ce dernier cours d'eau : Brown Brook. La ville compte ainsi 30 ponts : neuf sur la rivière, six sur B. Stream, huit sur Pearce Brook et sept sur Brown Brook. Historiquement, il y avait deux grands barrages à Houlton qui ont été percés et qui se situaient sur la Meduxnekeag : Houlton Dam et Carys Mills Dam. Pendant des décennies, la rivière a constitué une source d’énergie importante autour de laquelle Houlton s’est développée. À l’origine utilisée pour moudre la farine, cette énergie a ensuite été utilisée pour alimenter les scieries et autres usines ainsi que pour la production de l’électricité.
La ville offre à ses habitants et aux visiteurs de passage trois parcs dont deux se situent dans son centre, « Monument Park » et « Market Square Historic District », le troisième se trouvant au nord de la localité, « Houlton Community Park ».
Un circuit de promenade a été aménagé le long de la rivière et dans la proche forêt de la ville : le « Meduxnekeag River Trail ». Ce circuit, propriété conjointe de la Ville et du Maria Putman Charitable Trust, est ouvert gratuitement au public tout au long de l'année.
Un certain nombre de petits lacs et étangs se trouvent sur le territoire de la localité dont les principaux sont Drews Lake, Nickerson Lake et Nine Lake.
La ville dispose d'un golf aménagé dans les années 1900 avec des fairways vallonnés. Le club, qui donne sur le lac Nickerson, comporte un snack-bar et un lounge ouverts à tout public.
Houlton se situe par ailleurs à moins de 30 milles (48 kilomètres) d'« East Grand Lake » et à environ 50 milles (80 kilomètres) de « Baxter State Park », le plus grand parc d’État du Maine.

### Climat
Houlton présente un climat continental humide sans saison sèche, avec une pluviométrie importante (1 126 mm en moyenne de précipitations sur l'année). Le mois le plus pluvieux de l'année est juin, avec une moyenne de 196,7 mm de précipitations. Le mois le plus chaud est juillet avec une moyenne de 19,3 °C et le mois le plus froid est janvier, avec une moyenne de −9,9 °C. Il neige six mois dans l'année à Houlton, à raison en moyenne de 11 jours en novembre, de 24 jours en décembre, de 25 jours en janvier, de 21 jours en février, de 20 jours en mars et de 6 jours en avril.
| Mois      | Température minimale moyenne | Température maximale moyenne | Température minimale enregistrée | Température maximale enregistrée |
| --------- | ---------------------------- | ---------------------------- | -------------------------------- | -------------------------------- |
| Janvier   | - 15 °C                      | - 4 °C                       | - 35 °C (1995)                   | 12 °C (2013)                     |
| Février   | - 14 °C                      | - 3 °C                       | - 33 °C (2017)                   | 12 °C (2017)                     |
| Mars      | - 8 °C                       | 2 °C                         | - 30 °C (2001)                   | 25 °C (2012)                     |
| Avril     | - 1 °C                       | 10 °C                        | - 19 °C (2015)                   | 27 °C (1990)                     |
| Mai       | 5 °C                         | 17 °C                        | - 4 °C (2022)                    | 33 °C (1992)                     |
| Juin      | 10 °C                        | 22 °C                        | - 2 °C (2020)                    | 35 °C (2020)                     |
| Juillet   | 14 °C                        | 25 °C                        | 5 °C (1992)                      | 35 °C (2018)                     |
| Août      | 12 °C                        | 25 °C                        | 3 °C (2017)                      | 33 °C (1995)                     |
| Septembre | 8 °C                         | 20 °C                        | - 4 °C (2020)                    | 33 °C (2010)                     |
| Octobre   | 3 °C                         | 13 °C                        | - 7 °C (1993)                    | 27 °C (2011)                     |
| Novembre  | - 3 °C                       | 6 °C                         | - 19 °C (1993)                   | 22 °C (2020)                     |
| Décembre  | - 10 °C                      | - 1 °C                       | - 29 °C (1993)                   | 15 °C (2020)                     |

## Histoire
Houlton est la plus ancienne ville du comté et elle a longtemps constitué « l'avant poste de l'extrême nord-est des États-Unis ».

### Origines
Avant que n'intervienne la création du comté et alors qu'il fait encore partie de l’État du Massachusetts, la moitié sud de l’actuelle ville de Houlton est cédée le 23 juin 1799 à la ville de New Salem, une colonie installée sur les rives du fleuve Connecticut, qui avait demandé l'aide de l’État pour fonder une académie. Peu après, les administrateurs de l'académie vendent les terres à une compagnie composée de treize habitants de New Salem, qui entreprennent de la lotir. Une fois l'acte de cession pris, le 1er juin 1801, ils confient cette tâche à l'un d'entre eux, Joseph Houlton, qui procède à la division. Lors de la répartition des lots, le 8 novembre 1801, trois des treize membres cèdent leur part aux autres. De ces dix propriétaires, seuls trois allaient devenir les véritables colons de la concession : Joseph Houlton, Aaron Putnam et John Putnam.
L'acte de cession stipulait que six familles devaient s'installer dans la concession. La première à le faire est celle d'Aaron Putnam, qui arrive avec sa mère, son épouse et ses enfants à l'été 1805. Suivent celles de Joseph Houlton en 1807, de John Putnam en 1809, du docteur Samuel Rice en 1811. La famille Wormwood arrive l'année suivante et enfin les Kendall en 1814. Presque toutes ces familles avaient des enfants adultes qui se marièrent entre eux et fondèrent de nouveaux foyers.
En 1811 est établie la première communauté religieuse, la Congregational Church, avec l'arrivée du Révérend Edward Eastman qui venait de Limerick. Le service religieux est assuré jusqu'en 1837 dans les maisons des colons. Ce n'est en effet qu'à cette date qu'est construit le premier édifice cultuel, érigé par la Société unitarienne, que 25 membres de la Congregational Church avaient rejointe. L'année suivante, cette église construit son propre édifice avec, comme premier pasteur, le Révérend Beauman qui assure aussi par la suite la fonction d'aumônier de la garnison.
Dès leur installation, les pionniers construisent des moulins à farine et des scieries sur le Cook Brook et Joseph Houlton ouvre la première taverne du canton.

### Colonisation (1812-1828)
Ce n'est qu'après la guerre de 1812 que de nouveaux colons affluent de la Province. Les premiers arrivants sont William Williams et sa famille qui s'installent durablement et dont les descendants figurent parmi les citoyens les plus importants du comté. Jusqu'en 1812, les colons vivent dans des cabanes en rondins et le premier à bâtir en 1813 une maison à ossature de bois est le docteur Rice. Aaron Putnam en prend exemple et à sa suite, Joseph Houlton, qui bâtit sa nouvelle demeure pendant les dures et froides années 1816 et 1817 où il gèle sans discontinuer tous les mois. En 1817, arrive un groupe de 60 ouvriers, chargés d'établir la frontière entre les États-Unis et les possessions britanniques. Ces arpenteurs ne restent cependant pas longtemps, le tracé de la ligne de démarcation entre les deux nations devenant rapidement un objet de litige jusqu'à la signature du traité de Webster-Ashburton en 1842.
Les colons cultivent essentiellement du maïs, des pommes de terre et des rutabagas. Joseph Houlton, arrivé avec huit enfants, transforme l'une des pièces de sa maison en salle de classe. L'une des filles d'Aaron Putnam enseigne les rudiments à l'ensemble des enfants de la localité.
En 1818, les habitants de la colonie adressent une pétition à la législature du Massachussets pour obtenir l'intégration de la moitié nord du canton, cédée en 1797 à l'académie de Groton et qui deviendra par la suite la ville de Hodgdon. C'est à cette occasion qu'ils donnent à la localité le nom de Joseph Houlton, pilier de la communauté. Mais cette tentative se solde par un échec et la colonie reste sans organisation locale.
En 1820, Houlton passe sous la juridiction de l'État du Maine et elle obtient le statut de plantation le 21 avril 1826.
Soucieux de promouvoir l'élévation morale et le développement des lettres, ces premiers pionniers créent une société savante qu'ils nomment « Instruction Companies » qu'ils réunissent deux fois par mois malgré leur dures conditions de vie.

### Poste militaire (1828-1847)
En 1828 s'ouvre une période prospère pour la plantation avec l'arrivée en juin de la compagnie C du régiment de la seconde infanterie de l'armée américaine, suivie en septembre de trois autres compagnies du même régiment. C'est à cette époque qu'est construite la route militaire menant de Bangor à Houlton. Les premiers colons se déplaçaient en effet depuis Bangor en canoé, louant les services d'un Amérindien. La route militaire, achevée en 1832, a été maintenue en parfait état.
Le poste militaire, dénommé Hancock Barraks, du nom de l'un des pères fondateurs de l'Union, John Hancock, a été construit sur une parcelle de terre cédée par Joseph Houlton et qui est restée propriété du comté d'Aroostook et de la ville d'Houlton. Le site se trouve sur Garrison Hill : une plaque commémorative, rappelant son histoire, y a été déposée par une descendante de la famille Putnam en 1951.
L'implantation de ce poste militaire permet la création de nombreux emplois et le développement économique de la plantation, un grand nombre d'officiers de la garnison ayant fait venir leur famille ou se mariant dans la localité.
Houlton est incorporée le 8 mars 1831.
Quelques années après la signature du traité réglant la question de la frontière en 1842, la garnison se retire d'Houlton en 1847.

### Années difficiles (1847-1870)
L'économie locale se ressent douloureusement de ce retrait et doit se tourner vers d'autres activités, principalement l'exploitation forestière et l'élevage des bovins destinés à la boucherie. Certains officiers restent à Houlton où ils exploitent des fermes.

### Nouvelle prospérité (1870-1929)
L'arrivée du chemin de fer en 1870 donne un nouvel élan économique à Houlton qui devient une ville commerçante importante. Houlton est alors desservi par le New Brunswick and Canada Railway dont il constitue le terminal jusqu'en 1886.
L'auteur anonyme de l'Histoire de la ville de Houlton de 1804 à 1883 énumère l'ensemble des manufactures, services et commodités dont bénéficie la ville en 1883 : « (...) deux fromageries, deux usines d'amidon, un moulin à bois, trois scieries, trois moulins à farine, une tannerie, une fonderie, deux imprimeries et plusieurs fabriques de châssis, stores et portes. Et un télégraphe [depuis 1868], un atelier de confection sur mesure, un salon de photographie, un relieur, cinq hôtels, deux écuries, trois magasins de confection, trois drogueries, deux agences d'assurance, deux établissements bancaires, quatre saloons, une boulangerie, deux barbiers, deux salles de réunion, six églises, 48 commerces divers, un bowling, deux salles de billard et une patinoire ». La ville compte par ailleurs huit médecins, deux dentistes et dix-huit avocats. Deux organes de presse y sont installés, qui couvrent le comté : l'Aroostook Pioneer, fondé en 1857 à Presque Isle et transféré à Houlton en 1868 ainsi que l'Aroostook Times fondé en 1860 .
A partir de 1894, la Bangor and Aroostook Railroad connecte la ville avec le centre du Maine. L'arrivée de la première locomotive le 16 décembre 1893, en pleine tempête de neige, est saluée par le carillon des cloches de toutes les églises et des tirs de canon.
Au tout début du XXe siècle, trois compagnies de chemin de fer sont localisées à Houlton : Railroad Trainmen (à partir de 1900), Locomotive Firemen (à partir de 1901) et Locomotive Engineers (à partir de 1902).

### Pendant la Seconde Guerre Mondiale (1939-1945)
En 1939, un aérodrome est construit à l'extérieur de la ville d'Houlton, à moins d'un kilomètre de la frontière internationale. Officiellement, les Etats-Unis ne peuvent vendre des avions militaires aux belligérants en raison de leur neutralité dans le conflit. Officieusement, des aéronefs sont remorqués par tracteur depuis l'aérodrome de l'autre côté de la frontière où les Canadiens ferment la route de Woodstock pour la transformer en piste de décollage. Ce stratagème a été utilisé pour la première fois en juin 1940, lorsque 33 avions légers Stinson Model 105 ont été achetés par le gouvernement français. Il a pris fin lors de l'entrée en guerre de l'Union en décembre 1941.
A partir de cette date, l'aérodrome est exploité par l'aviation militaire américaine pour l'entretien des aéronefs et leur transport au Canada. En juillet 1944, l'aérodrome est fermé et le personnel militaire transféré à la base aérienne de Presque Isle. L'aérodrome est alors transformé en camp d'internement pour prisonniers de guerre allemands. Le Camp d'Houlton a compté jusqu'à 3 700 prisonniers. La base militaire a fermé en 1946, avec le rapatriement des prisonniers en Allemagne. Toutefois, des liens ont perduré : des prisonniers, en situation désespérée à leur retour, ont écrit à leurs anciens employeurs agricoles pour demander de l'aide, qui pour certains ont répondu, tissant des relations durables.
L'un des prisonniers de ce camp, Franz Bacher, artiste peintre autrichien, a connu une carrière fructueuse. Plusieurs de ses oeuvres figurent dans les collections du musée d'art et d'histoire de la ville, dont une représentation du Mont-Saint-Michel en Normandie commandée par le commandant du camp.
Une stèle commémorant ces deux périodes de la base aérienne a été érigée sur le site le 12 décembre 2003.
Cet aérodrome est devenu l'aéroport international de Houlton.

## Démographie
La ville compte 6 057 habitants selon le dernier recensement de 2020, ce qui représente un recul de 1,08 % par rapport au recensement décennal de 2010. L'âge moyen des habitants est de 42,6 ans, soit environ deux années de moins que l'âge moyen des résidents de l'État du Maine. En 2020, le revenu moyen des ménages est estimé à 50 069 dollars, le revenu moyen dans l'État se situant à 63 182 dollars. Le taux d'habitants vivant en-dessous du seuil de la pauvreté est de 21,3 % de la population, soit le double du taux moyen dans le Maine, avec un taux de 37 % des enfants de moins de dix-huit ans concernés.
La population serait d'ascendance américaine pour 18,6 %, irlandaise pour 13,3 %, anglaise pour 12,6 %, française pour 11,5 %, écossaise pour 4,7 % et québécoise pour 4,2 %.

Houlton compte 175 anciens combattants (dont quatorze femmes), ce qui représente 4,4 % de la population, soit environ la moitié du taux moyen dans le Maine (9,2 %).

## Économie
Le taux de chômage à Houlton est évalué à 5,3 % (3,7 % dans le Maine) selon les données recueillies en mars 2019.
Les activités liées aux services sont importantes dans la ville-siège du comté et représentent plus du tiers des emplois avec, comme secteurs principaux, la santé (15,5 %), l'éducation (10,3 %) et les administrations publiques (8,3 %), selon les données 2000.

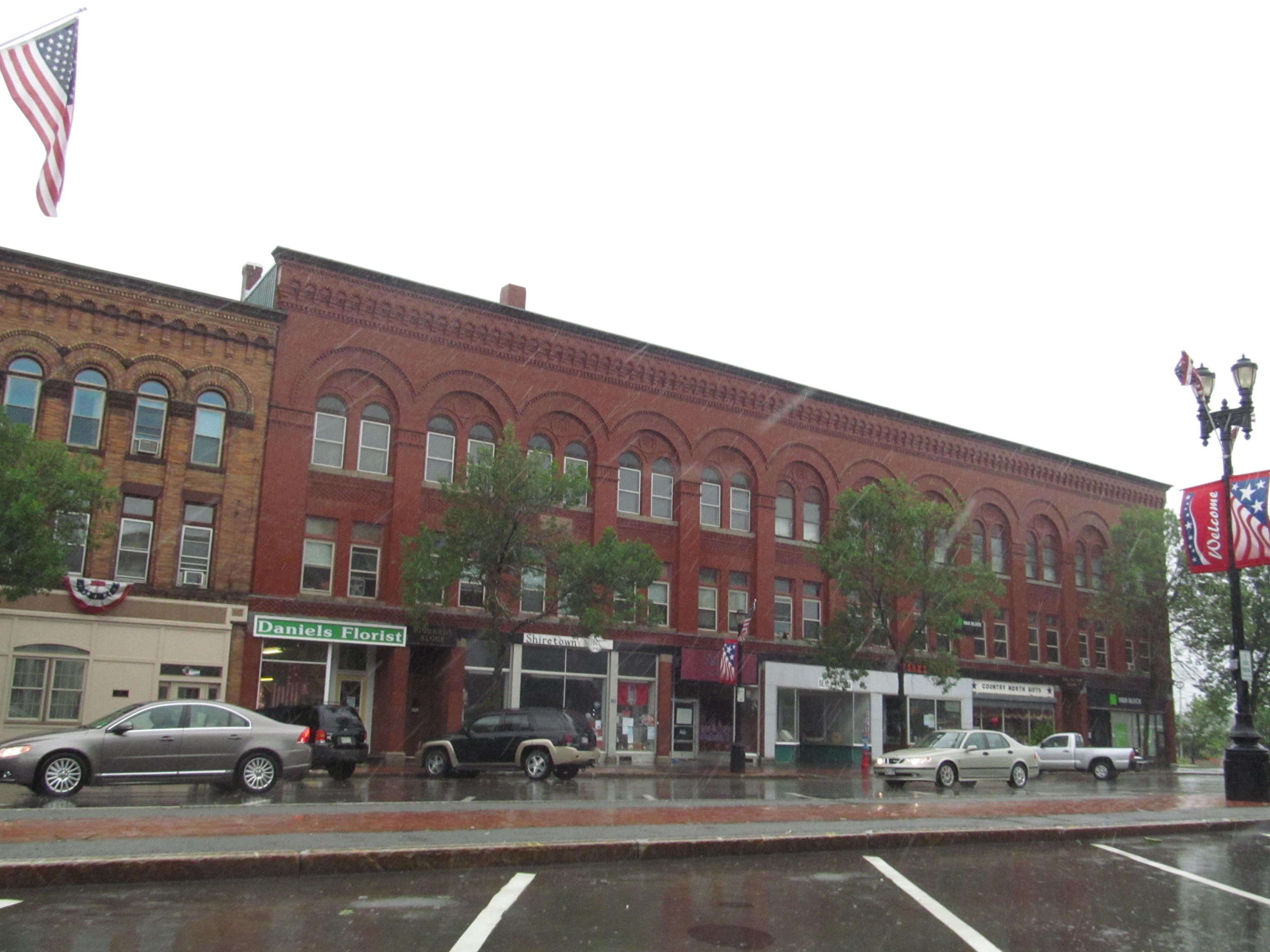
Houlton Market Square (2014).

La ville a une forte activité commerciale et offre de nombreux commerces d'alimentation et magasins de proximité ainsi qu' un centre commercial. La chaine internationale de commerce de détail de proximité Circle K y a implanté trois magasins. Ville administrative et touristique, Houlton comporte une soixantaine d'établissements de restauration et les trois enseignes principales de restauration rapide américaine s'y sont implantées (McDonalds, Burger King et KFC).
Houlton dispose d'une chambre de commerce active, la « Greater Houlton Chamber of Commerce », fondée le 14 février 1914. Elle organise une quinzaine d'évènements par an, en lien avec la municipalité, dont la « Midnight Madness », la Parade de juillet (depuis 2014) et la Fête annuelle de la pomme de terre qui réunit environ 3 000 personnes. La chambre de commerce prend aussi en charge la décoration des rues et des deux sapins de la ville à Noël.
Houlton présente une importante concentration d'établissements bancaires dont une succursale de la Banque du Maine depuis 1996.
La ville compte un marché communautaire, ouvert de la fin mai au début octobre, qui se tient sur la place du même nom tous les matins et le mercredi, tous les après-midi. Des dégustations de produits locaux sont proposées durant cette période, ainsi que des animations culinaires et musicales.

## Transports

### voies de communication terrestres

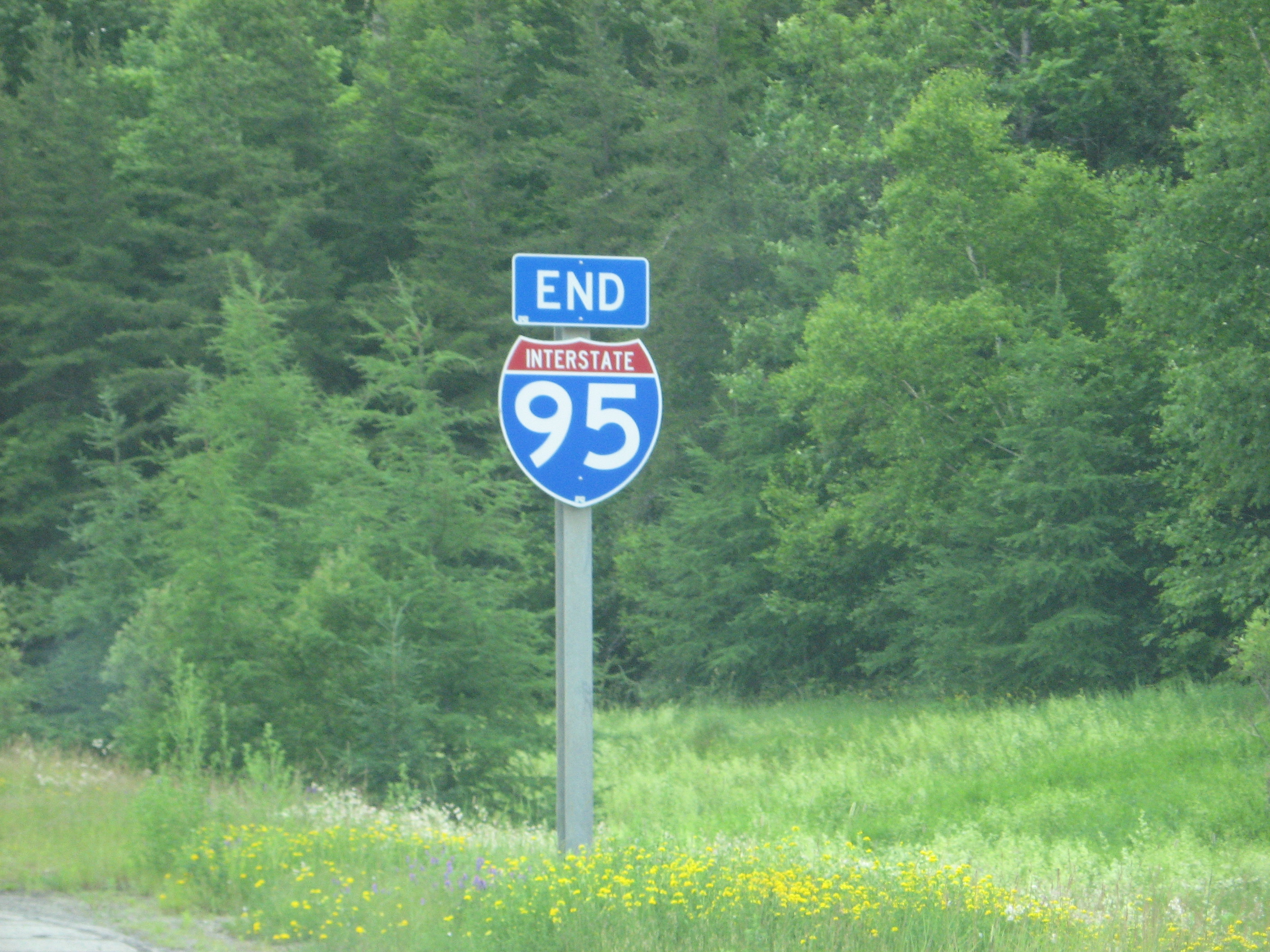
Panneau routier marquant la fin de l'I-95 à Houlton

Houlton se trouve à la fois sur l'U.S. Route 1 et sur l'U.S. Route 2. Constituant le point le plus septentrional de l'Interstate 95, elle est connue comme étant « la fin de la route ».

### voies de communication aériennes
L'aéroport international de Houlton est implanté sur le site de l'ancien aérodrome mis en activité par l'armée de l'air américaine en avril 1940. Propriété de la Ville, c'est un aéroport d'aviation générale. Il comporte deux pistes en asphalte (sans lumières) mais pas de tour de contrôle compte-tenu de sa faible activité.
En 2021, sa flotte se compose de 21 aéronefs, 16 avions monomoteurs, quatre avions multimoteurs et un hélicoptère. Il comporte trois hangars de remisage et des capacités de ravitaillement en carburants Jet A et 100 LL (en self-service).
En termes d'activité, la moyenne des vols par an est de 12 700 : 55 % de vols locaux, 39 % de vols itinérants et 6 % d'opérations aériennes militaires. La moyenne des vols par jour est de 35. Compte-tenu de sa situation en bordure de la frontière avec le Canada, l'aéroport est utilisé par les services de la douane américaine dont la patrouille dispose d'un bâtiment situé à l'est du terrain d'aviation.
Depuis 1958, l'aéroport a un club de vol, l'Houlton International Flying Club, qui assure la formation des pilotes et possède son propre avion, un Piper PA-1968 Cherokee de 28 pour les cours d'instruction et les vols d'entrainement. Ce club organise par ailleurs des animations comme la journée « Props & Pistons ».

## Politique et administration

### Tendance politique
Le comté, qui votait traditionnellement pour le parti démocrate, a vu cette tendance s'inverser lors de l'élection présidentielle de 2016 avec la répartition suivante :
- Hillary Clinton 38,2 %
- Donald Trump 55,4 %
- Autres 6,5 %.

Cette tendance s'est confirmée en 2020.
Houlton a pour sa part très majoritairement voté en faveur de Donald Trump : 1 639 voix (contre 1 046 en faveur de Joe Biden).

### Administration

#### Le conseil municipal
La ville est administrée par un conseil municipal qui se réunit tous les 2ème et 4ème lundis du mois. Les séances, publiques, sont télévisées. Le conseil est composé de 7 membres dont certains sont élus, d'autres nommés, pour un mandat de trois ans, renouvelable une seule fois.

#### La charte de la Ville
Houlton s'est dotée d'une charte qui rappelle dans son article 1 les pouvoirs de la Ville et sa capacité à établir des coopérations avec des états des Etats-Unis ou des provinces du Canada. L'article 2 de la charte est consacré à la composition, les fonctions et l'organisation du conseil municipal dont le président (chairman) et le secrétaire sont élus à la majorité de ses membres. L'article 3 définit la fonction du maire (town manager), l'article 4 précise l'organisation administrative de la collectivité, l'article 5 traite des procédures financières et du budget, l'article 6 encadre les nominations et les élections, l'article 7 précise les conditions de recours à l'initiative ou au référendum, l'article 8 précise les dispositions générales et l'article 9, les dispositions transitoires.

#### Les cimetières
Au nombre de trois, ils sont entretenus et gérés par les services de la ville. L'« Evergreen Cemetery » accueille la sépulture de deux personnalités du Maine et du comté : les congressistes Shepard Cary (1805-1866) et Ira Greenlief Hersey (1858-1943),. Le « Soldiers Cemetery » quant à lui comporte une pierre tombale célèbre : celle de l'ancien gouverneur du Maine, Benjamin Ames (1778-1835).

## Santé
La ville compte huit établissements de santé dont un hôpital régional, ouvert à tous les patients du sud du comté et une maison de retraite, la Maple Grove Nursing Home.
L'hôpital régional est privé mais à but non lucratif. Sa capacité d'accueil est de 25 lits et il offre un service d'urgence. En 2019, il comporte 94 praticiens dont 13 chirurgiens, 12 médecins généralistes, 24 internes, 9 urgentistes et 6 médecins hospitalistes.

## Éducation
Houlton relève de la circonscription scolaire RSU 29 qui regroupe les localités voisines de Hammond, Littleton et Monticello. La circonscription comporte un département d'éducation artistique, un département d'enseignement musical et choral ainsi qu'un département des sports, avec des équipes féminines et masculines de football, cross country, basketball, hockey sur glace, baseball, softball, tennis et crosse. Les élèves des équipements publics disposent d'une infirmerie et d'une cantine gérées par la circonscription. Par ailleurs, en application du titre VI de l'Elementary and Secondary Education Act, les établissements publics de Houlton proposent un programme spécifique de soutien aux élèves amérindiens. Les enseignants sont aussi tenus d'intégrer à leurs cours l'identité, l'histoire et la culture abénaquis, pour encourager la fierté culturelle et la confiance en soi de ces élèves.
La ville compte trois établissements publics d'enseignement primaire et secondaire : la Houlton Southside School, la Houlton Junior High School et la Houlton Elementary School ; un lycée public : la Houlton High School et deux lycées privés : l'un d'enseignement chrétien, la Greater Houlton Christian Academy, l'autre d'enseignement alternatif, le Carleton project.
Le lycée public de Houston, dont la construction s'achève en 1949, a été conçu par Eaton Weatherbee Tarbell, un architecte du comté né à Merill, qui a encouragé les institutions du Maine à abandonner les styles néo-classiques traditionnels au profit de l'architecture du mouvement moderne. Il a construit de nombreux établissements scolaires et bâtiments publics dans l’État dont le plus connu est le Centre des Arts Collins de l'université du Maine à Orono. Les plans du lycée de Houlton sont conservés aux archives de la Société historique du Maine.
Houlton dispose d'un centre d'éducation pour les adultes que la ville partage avec celle de Hodgdon.

## Cultes

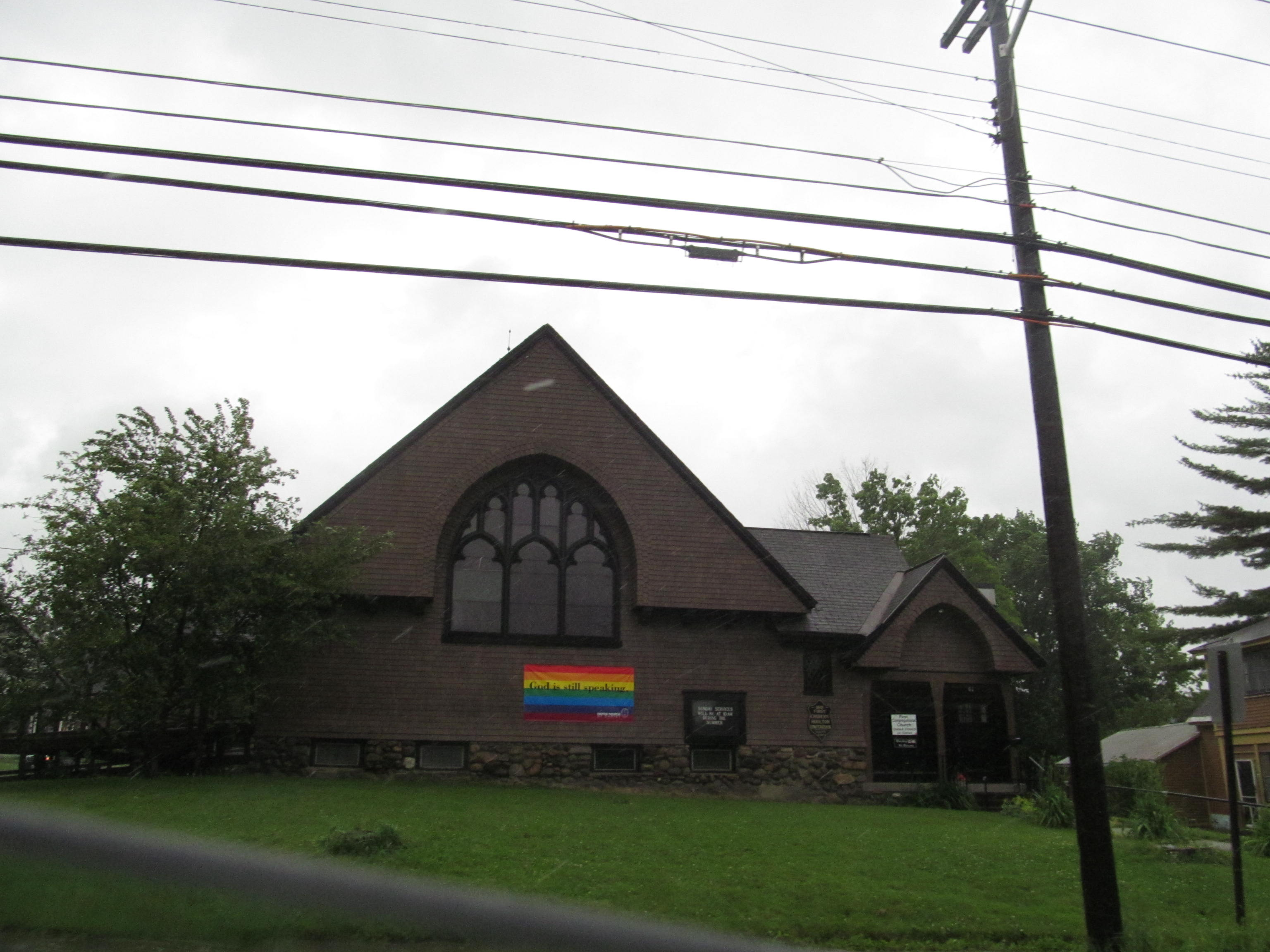
L'église unitarienne

Houlton comporte huit lieux de culte, regroupés dans son centre : une église méthodiste unie ; l’Église du Christ d'Houlton ; la Première église baptiste ; la Première église congrégationaliste, Église unie du Christ ; la Première église unitarienne universelle d'Houlton ; l'église baptiste Gospel Light ; la « Houlton Christian Science Society » et l’Église baptiste de Shiretown (surnom d'Houlton).
Par ailleurs, l'Armée du salut a un poste à Houlton.

## Culture

### Équipements culturels
Houlton offre à sa population, et au-delà à celle du comté, deux équipements culturels d'importance : la bibliothèque Cary (« Cary Library ») et le musée d'art et d'histoire du comté d'Aroostook (« Aroostook County Historical and Art Museum »).

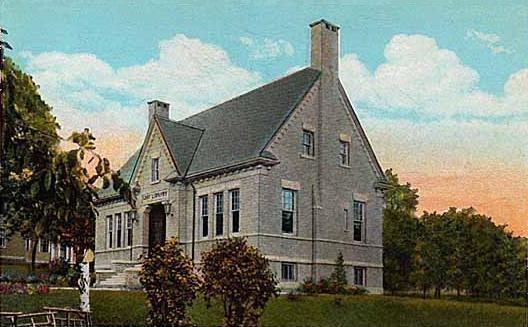
Cary Library (2009)

#### La bibliothèque Cary
Fondée en 1904, la bibliothèque Cary détient au 1er janvier 2020 quelque 55 000 ouvrages dont 800 imprimés en gros caractères et près de 1 400 enregistrés sur disque compact. La bibliothèque offre aussi à ses lecteurs près de 1 700 titres DVD et elle est abonnée à 90 périodiques. Par ailleurs, cet équipement détient plusieurs collections spécifiques : un fonds de livres pour enfants, un fonds local unique de généalogie ainsi qu'un vaste fonds local (hors fictions et biographies) sur l’État du Maine et le comté d'Aroostook. La bibliothèque a reçu en dépôt tout un fonds sur les rivières du Maine et elle comporte une section « Image de l'Amérique » qui regroupe des reproductions des grandes œuvres d'art américaines.
Son catalogue et certaines collections sont accessibles en ligne. Elle offre plusieurs services dont l'accès (limité) à Internet.
Ouverte tous les jours sauf le dimanche, la bibliothèque est dotée d'une équipe de 5 personnes.

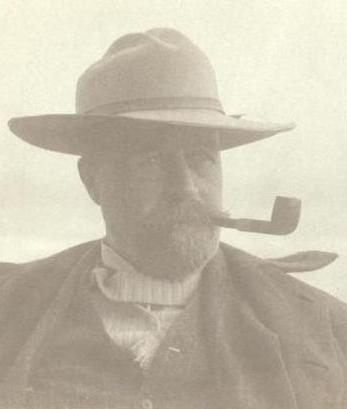
L'architecte John Calvin Stevens (circa 1910).

La bibliothèque porte le nom du docteur George Cary, un médecin local qui œuvra à la fin du XIXe à la création de cet équipement. L'édifice est dû à l'architecte de Portland John Calvin Stevens qui la réalisa sur le modèle de la bibliothèque publique de Rumford (comté d'Oxford), réalisée un an plus tôt en 1903. L'une et l'autre sont inscrites au Registre national des lieux historiques du comté.
Construit en pierre de taille de granite, le bâtiment de style néo-colonial est couvert d'un toit d'ardoise à forte pente à pignon latéral, qui se trouve pourvu à chaque extrémité d'une cheminée. La façade principale présente une porte centrale en saillie, surmontée d'un pignon pourvu d'une baie. De part et d'autre de l'entrée, la façade comporte un rang de trois fenêtres reliées par un bandeau plat. Les corniches de l'édifice présentent un décor dentelé.

#### Le musée d'art et d'histoire du comté d'Aroostook
Fondé en 1937 par Ransford W. Shaw, le muséum se situe dans l'« Historic White Memorial Building ».
Il présente plusieurs collections :
- les fonds constitués d'objets, de photographies et autres documents de l'Académie d'Houlton, de l'Institut classique Ricker et du collège Ricker, respectivement pour les périodes 1848-1887, 1887-1966 et 1949-1978, regroupés dans une salle spéciale, la Salle Ricker ;
- une collection de photographies d'Edward B. White, prises entre 1885 et 1920 ;
- des objets, costumes, armes et affiches de la Guerre d'Aroostook, de la Guerre d'indépendance des États-Unis, de la Guerre hispano-américaine, des deux guerres mondiales et de la Guerre de Corée, regroupés dans la Salle militaire ;
- une collection d'artéfacts et de photographies du Camp Houlton (« Prisoner-of-war Camp »), camp de prisonniers allemands organisé sur l'ancienne base aérienne d'Houlton de 1944 à 1946 ;
- une collection d'ustensiles de cuisine datant du début du XIXe au début du XXe siècles, présentée dans une salle spéciale, la Cuisine de Sarah Houlton[37].

#### Le«Temple Cinema»
Ce théâtre-cinéma est l'un des plus anciens de l'Etat du Maine. Théâtre à l'origine, il fut inauguré en 1919 et transformé en 1980 pour permettre la projection de films. Rénové en 2002 avec de nouveaux sièges et une sonorisation, il a cependant gardé les éléments de son décor d'origine comme les lustres du hall, les miroirs et les boiseries qui ont été soigneusement déposés pendant les travaux puis remontés. Ses dernières transformations datent de 2014 avec le passage au numérique.

### Patrimoine remarquable
Houlton comporte un certain nombre d'édifices inscrits sur le Registre national des lieux historiques :
- la Maison Amazeen (15 Weeks Street), de style italianisant, construite au moment de l'arrivée du chemin de fer à Houlton, représentative de la prospérité de l'époque
- le palais de justice et la prison du comté, principal centre judicaire d'Aroostook construit en 1859 et considérablement agrandi par la suite
- la bibliothèque Cary, édifiée en 19004
- la Maison Cleveland, construite en 1902, représentative à la fois des styles Queen Ann, Shingle et néocolonial
- le quartier historique des fermes Donovan et Hussey, en périphérie de la ville, témoins de l'histoire agricole de Houlton, construites au début du XXe siècle
- la Villa des Ormes (59 Court Street), de style Second Empire, construite entre 1872 et 1877
- la première Banque nationale de Houlton, édifiée en 1907, de style néo-grec, due à l'architecte George M. Combs
- la Maison Mansur, de style Second Empire, de 1880
- le quartier historique de la Place du Marché, groupe homogène et cohérent de 28 édifices construits entre 1885 et 1910
- la Taverne Putnam, construite en 1813, la plus ancienne bâtisse de la ville
- le pont Smith construit en 1910 (démantelé en 1993)
- l'église unitarienne de Houlton, qui date de 1902, édifice construit à l'origine en 1837, détruit par l'incendie de 1888, aussitôt reconstruit et à nouveau détruit par l'incendie de 1902 et reconstruit la même année
- le White Memorial, de style néocolonial, résidence construite en 1903[13].

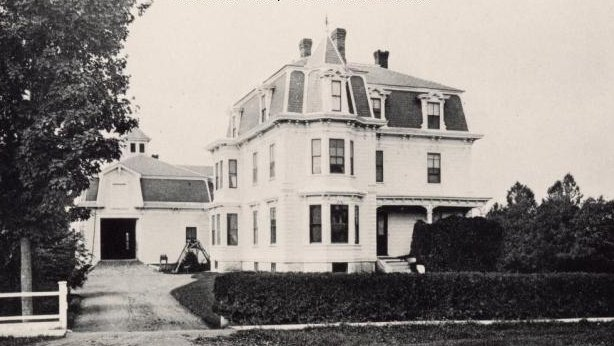
la Maison Mansur
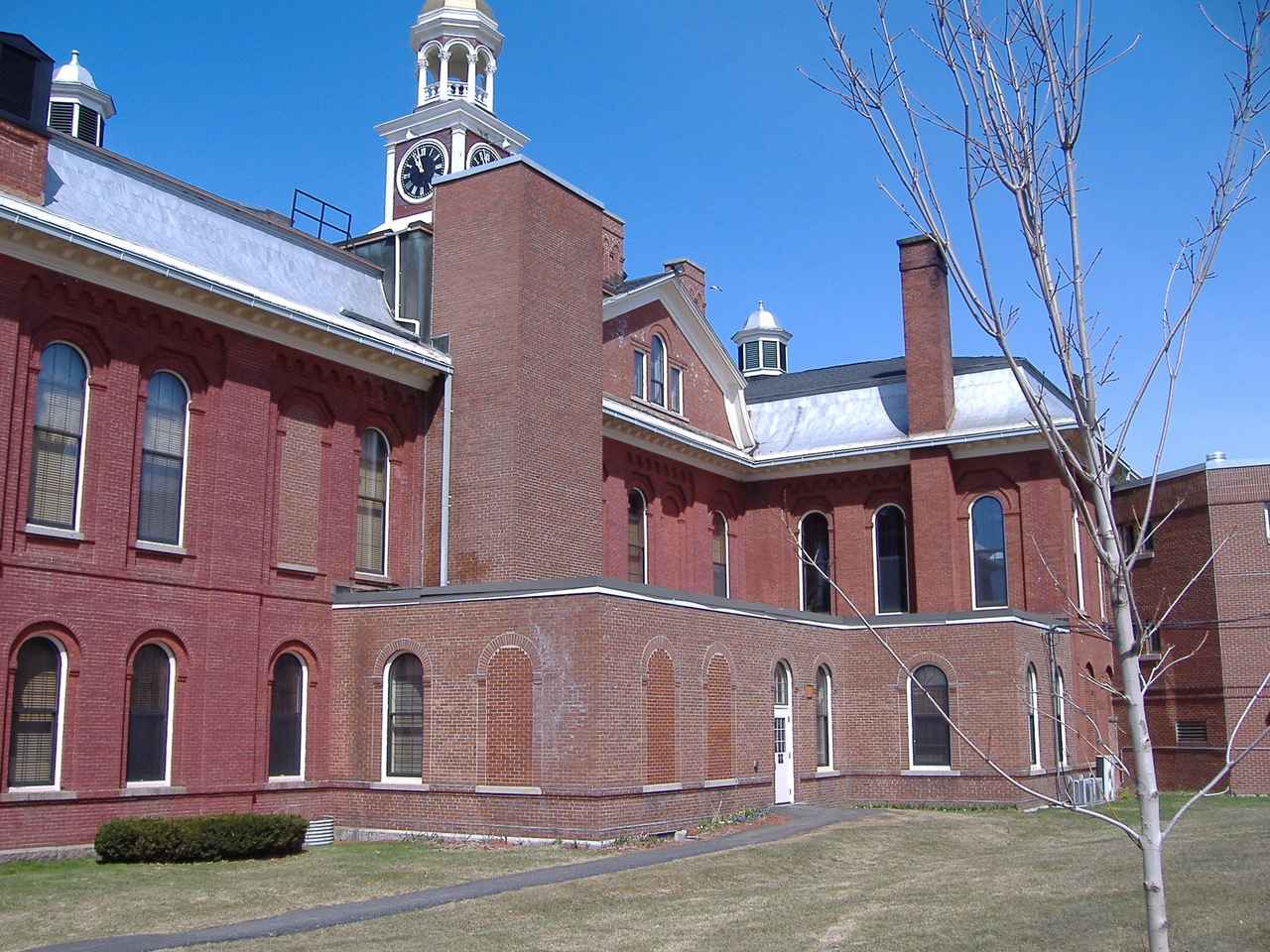
le palais de justice (vue arrière)
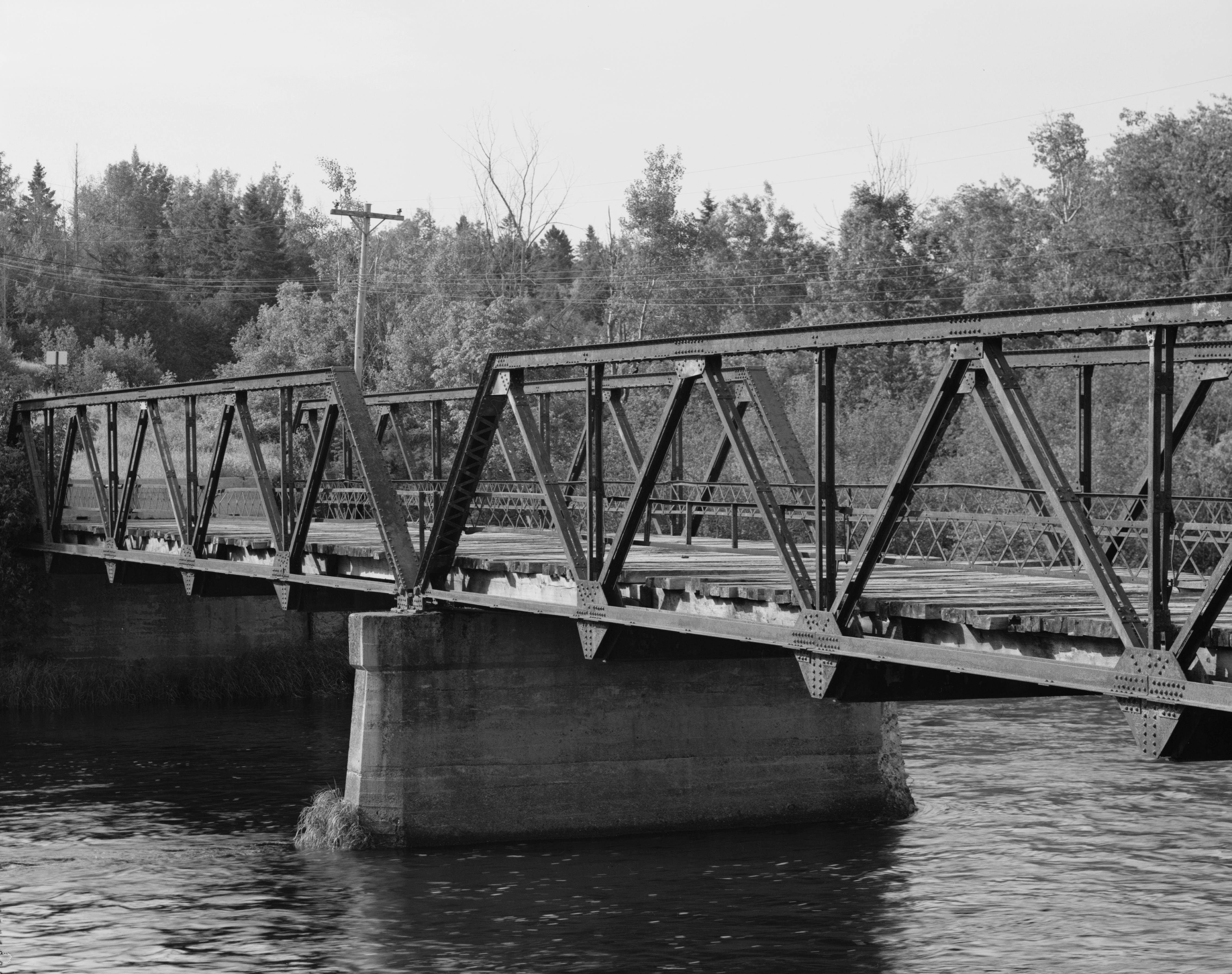
le pont Smith
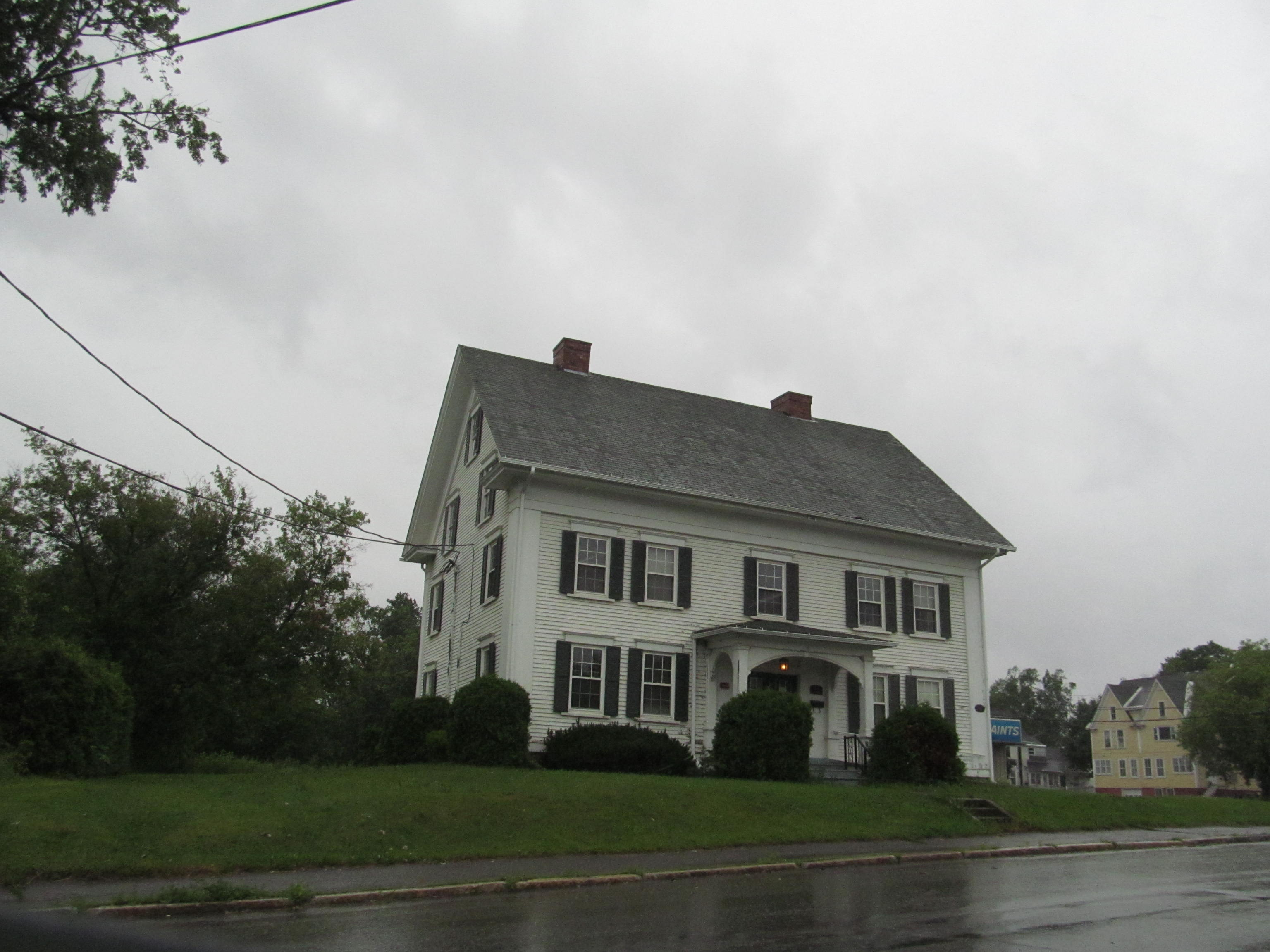
la Taverne Putnam

### Festivités
Différents évènements sont organisés tout au long de l'année à Houlton.
Au mois de mai a lieu la Black Fly Brewfest qui accueille des brasseurs mais aussi des viticulteurs et distillateurs de tout le Maine et qui se tient traditionnellement au Centre civique de la ville.
Depuis 1847, se tient début juillet la Foire agricole de Houston, promue foire de l'Etat du Maine en 1980. Cette foire qui avait pour objectif à sa création de présenter les productions locales, s'accompagnait par ailleurs d'évènements sportifs et notamment de courses hippiques attelées. Une première piste équestre se trouvait à l'origine au sud de Park Street et à l'est de Fair Street, donnant leur nom à ces rues. Un second parc, appelé Mapple Grove, se trouvait à l'ouest de North Street, dénommé aussi North Park, où se déroulaient des matchs de football et de baseball à l'intérieur de l'hippodrome. Un troisième hippodrome est devenu l'actuel Parc communautaire, depuis son rachat par la Ville au moment de la Grande Dépression. Divers carnavals et courses de chevaux se sont déroulés sur ce champ de foire jusqu'en 1980, année où la ville de Houlton s'est engagée à tenir annuellement la foire agricole dans son esprit d'origine.
Le Festival de la Récolte, évènement de moindre ampleur, est organisé en septembre, place du Marché, et regroupe les producteurs et artisans locaux.
Le samedi précédant la fête d'Halloween, se tient le Halloween Spooktacular, destiné principalement aux enfants de la localité.
Pour les vacances de Noël, ont lieu, le dimanche précédant Thanksgiving, les Portes ouvertes des Fêtes et le samedi suivant, le Défilé des Lumières des Fêtes, une parade de chars parcourant la ville, avec la participation active des habitants qui se costument à cette occasion.
La ville se prépare par ailleurs à participer en 2024 au festival Maine Eclipse, un évènement exceptionnel de quatre jours organisé dans le Maine à l'occasion de l'éclipse totale du soleil le 8 avril 2024. Houlton sera alors la dernière ville américaine où l'éclipse pourra être vue avant son passage au Canada.

## Sports et loisirs
La ville compte plusieurs parcs gérés par le service des parcs et loisirs de la municipalité :
- le parc communautaire (avenue Randall) qui comporte plusieurs terrains de jeu de balle, un terrain de skate et des courts de tennis
- le Monument Park (54, Military Street) qui est doté d'un amphithéâtre
- le Pierce Park (96, Military Street)
- le Riverfront Park (North Street)[42].

Grâce à la générosité de la famille Gentle, qui s'est implantée en 1871 à Houlton, la ville dispose d'un centre de loisirs, le Gentle Memorial Building, construit en 1952 à la mémoire d'Edna Gentle, disparue lors du naufrage du S.S. Mowak le 24 janvier 1935. Le centre dispose notamment d'un gymnase et de salles de jeux.
Houlton s'est dotée en 2000 d'un autre équipement communautaire, le John A. Millar Civic Center, qui accueille différentes activités, comme des foires commerciales, des congrès, des spectacles de divertissement, des réceptions et des événements spéciaux. Cet équipement comprend une patinoire où s'entrainent de nombreux patineurs de hockey ou de loisir du premier novembre à la mi-mars. Le centre est entièrement accessible aux personnes à mobilité réduite et respecte les normes en vigueur.

### Personnalités liées
- Bern Porter (1911-2004), artiste, poète et scientifique, y est né.

## Source
- (en) Cet article est partiellement ou en totalité issu de l’article de Wikipédia en anglais intitulé « Houlton, Maine » (voir la liste des auteurs).